# توکای توسی آندی
توکای سرسیاه یا توکای توسی آندی (نام علمی: Turdus nigriceps) نام یک گونه از سرده توکای حقیقی است.